# Frigo capitaine au long cours
Ne doit pas être confondu avec The Boat (film).
Pour plus de détails, voir Fiche technique et Distribution.
Frigo capitaine au long cours (The Boat) est un film muet américain écrit et réalisé par Buster Keaton et Edward F. Cline sorti en 1921. 

## Synopsis
« Eight bells and all's not well »

Père de famille en quête d'aventures, Buster met la main finale à la construction de son bateau baptisé le Damfino (signifiant « j'ne sais pas »). Mais la croisière n'est pas de tout repos. Déjà, lors de la sortie de l'atelier, le bateau fait s'écrouler la maison familiale. La mise à l'eau s'avère aussi un naufrage mais les parents et leurs deux fils font fi de ces premières déconvenues et prennent la mer où la tempête les attend.
Leur périple s'achève de nuit sur une plage inconnue où la famille échoue. « Où sommes-nous ? » demande la femme à son mari qui répond logiquement d'un haussement d'épaules : « damfino ».

## Fiche technique
- Titre : Frigo capitaine au long cours
- Titre original : The Boat
- Réalisation : Buster Keaton et Edward F. Cline
- Scénario : Buster Keaton et Edward F. Cline
- Photographie : Elgin Lessley
- Direction technique : Fred Gabourie
- Producteur : Joseph M. Schenck
- Société de production : Comique Film Corporation
- Société de distribution : First National Pictures
- Pays de production :  États-Unis
- Langue : Anglais américain
- Format : noir et blanc - 1,37:1 - Format 35 mm
- Langue : film muet avec les intertitres en anglais
- Genre : Comédie
- Durée : deux bobines (20 minutes environ)
- Date de sortie : 
  - États-Unis : 10 novembre 1921

## Distribution
- Buster Keaton : le concepteur de bateaux
- Sybil Seely : sa femme
- Edward F. Cline : récepteur du SOS